# Brenda Bruce
Brenda Bruce, OBE, (Prestwich, 7 de julho de 1919 - Londres, 19 de fevereiro de 1996) foi uma atriz inglesa. Ela teve uma carreira longa e bem-sucedida no teatro, rádio, cinema e televisão.

## Vida pessoal
Brenda se casou e ficou viúva duas vezes, primeiro com o locutor Roy Rich, com quem teve duas filhas, e depois com o ator Clement McCallin, com quem adotou um filho. McCallin morreu em 1977. 

## Morte
Brenda morreu em Londres em 19 de fevereiro de 1996 de causas não reveladas, aos 76 anos. 

## Prêmios
- Em 1962, recebeu o prêmio da Society of Film and Television Arts Television.
- Em 1963, ela ganhou o BAFTA de Melhor Atriz em Televisão.[2]
- Ela foi premiada com a Ordem do Império Britânico em 1985.